# Papaipema angelica
Papaipema angelica är en fjärilsart som beskrevs av Smith 1899. Papaipema angelica ingår i släktet Papaipema och familjen nattflyn. Inga underarter finns listade i Catalogue of Life.